# جفری کیرویی
جفری کیرویی (انگلیسی: Geoffrey Kirui؛ زادهٔ ۱۶ فوریهٔ ۱۹۹۳) دونده ماراتن اهل کنیا است. وی در مسابقات کشوری و بین‌المللی در مجموع برندهٔ ۱ مدال طلا شده‌است.